# 芬科洛加納杜古
芬科洛加納杜古（法語：Finkolo Ganadougou），是馬里的城鎮，位於該國南部，由錫卡索區的錫卡索省負責管轄，處於錫卡索以西59公里，面積464平方公里，2009年人口8,498，人口密度每平方公里18人。